# Jörg Iwer

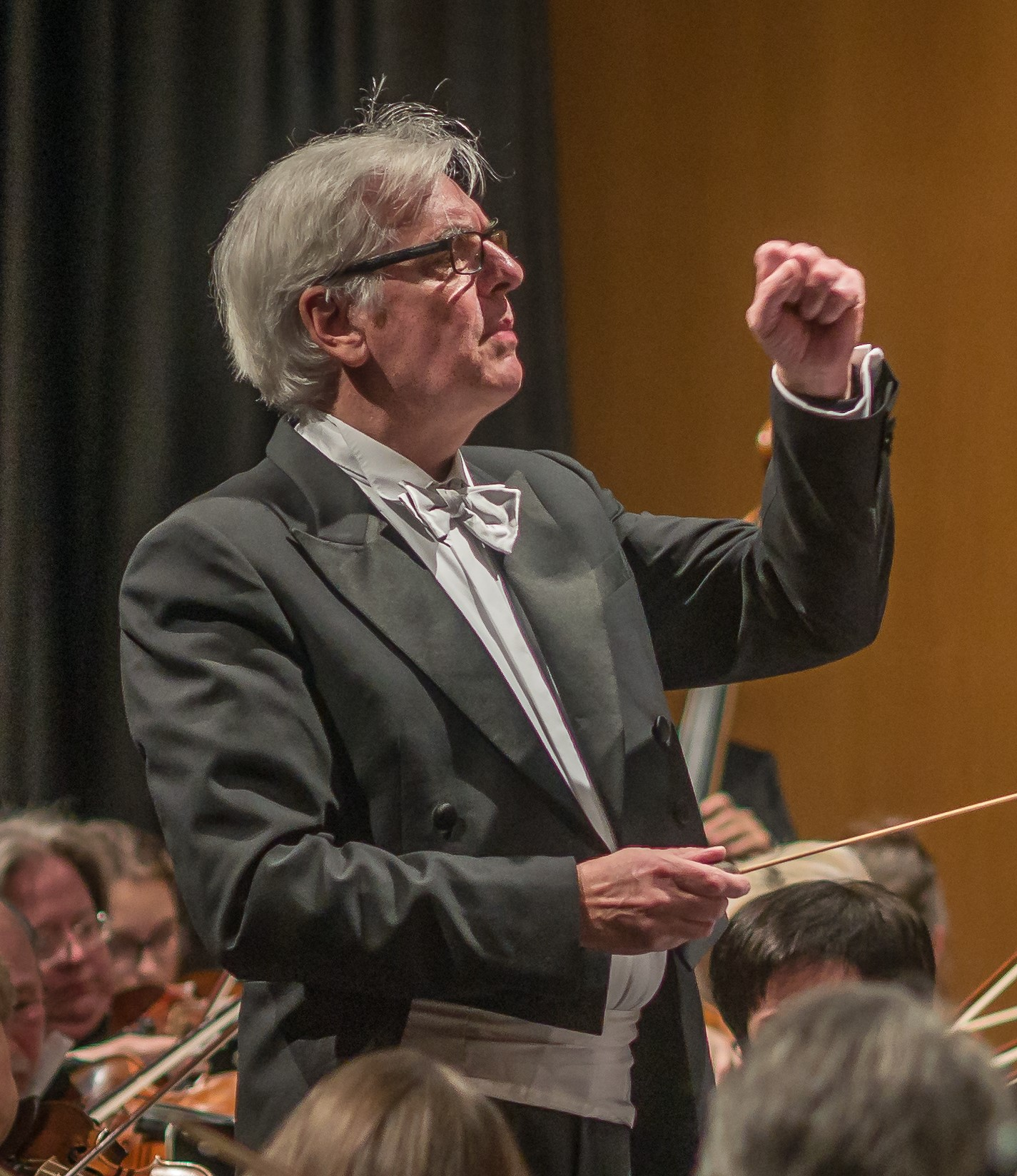
Jörg Iwer (2017)

Jörg Iwer (* 10. August 1957 in Essen) ist ein deutscher Dirigent, Komponist und Arrangeur.

## Leben
Von 1977 bis 1984 studierte er Chorleitung, Dirigieren und Komposition an der Folkwang-Hochschule für Musik in Essen bei Reinhard Peters, Wolfgang Hufschmidt, Nicolaus A. Huber und Guido Knüsel und belegte 1983 einen Meisterkurs bei Kurt Masur.
Es folgten Engagements an Theatern in Pforzheim, Detmold, Trier und Wittenberg, denen 1998 die Ernennung zum Generalmusikdirektor folgte. Nationale und internationale Gastspiele führten ihn zu zahlreichen deutschen Orchestern sowie nach Mailand, Thessaloniki, Paris, Lugano, Minsk, Szczecin, China, Taiwan, USA und Singapur.
Jörg Iwer lebte als freischaffender Künstler in Berlin und unterrichtete von 2002 bis 2008 an der Hochschule für Musik Hanns Eisler Berlin. Von 1991 bis 2001 war er bereits künstlerischer Leiter des Sinfonieorchesters Villingen-Schwenningen. 2009 kehrte er zurück und war bis Ende 2017 dort als musikalischer Leiter tätig. Aktuell lebt und arbeitet er hauptsächlich in der Lutherstadt Wittenberg.
Neben der Beschäftigung mit der klassischen Musik wirkt er als Dirigent und Instrumentator sowohl im Bereich Filmmusik – etwa als Gastdirigent beim Deutschen Filmorchester Babelsberg – als auch bei Cross-Over-Projekten mit Gruppen oder Einzelkünstlern aus den Bereichen Pop, Jazz und Rock mit. Eine besonders intensive Zusammenarbeit besteht seit 2004 mit dem Komponisten Karim Sebastian Elias („Rhythm is it“, „Siegfried“, „Gerdas Schweigen“ u. a.) sowie mit dem Projekt Cantus Buranus der Gruppe Corvus Corax.

## Werke (Auswahl)
Sinfonien
- Strandgut (UA 1991, Liederhalle Stuttgart)
- Le Semenze (UA 1995, Franziskaner-Konzerthaus Villingen)
- Scenes pour percussion et orchestre, komponiert für Reto Weber (UA 2000, Franziskaner-Konzerthaus Villingen)

Opern
- Pauline P.: gefesselt! (UA 1995, Stadttheater Trier)
- Krümelnehmer nach Günter Bruno Fuchs (UA 1999, Theater Nordhausen: Neuinszenierung 2001, Theater Wittenberg)

Oratorien
- Wittenberg 1517 („… und hätte der Liebe nicht …“) (UA 2000, Theater Wittenberg)

Stücke für Kinder
- Kinderballett Die Bremer Stadtmusikanten (UA 1992, Stadttheater Trier)
- Concerto grosso Der Wolf und die sieben Geißlein (UA 2001, Auftragswerk Schleswig-Holstein Musik Festival)
- Tondichtung Der traurige Ritter oder Don Quixote de la Mancha (UA 2002, Auftragswerk Schleswig-Holstein Musik Festival)

Lieder
- Allein Allein (2008, Polarkreis 18)

## Zitate über Jörg Iwer
- „(…) Mit großem Interesse hört man des Dirigenten Jörg Iwer neuester Orchesterkomposition entgegen, ließen doch die in den vergangenen Jahren vorgestellten Werke aufhorchen (…) Die erste Annäherung zur Sinfonia – die gewählte Gattungsbezeichnung verweist auf ältere Vorbilder und auch auf Seitenpfade zur Suite – zeitigt zunächst jene von Anton Webern so vehement geforderte Faßlichkeit. Will heißen: formale und satzmäßige Strukturen sind jederzeit präsent und deutlich auch beim ersten Hören nachvollziehbar.“ Ulrich Dalm; in: Südwest-Presse, Ulm, 21. März 1995.

- „(…) Die Uraufführung der Szenen für Percussion und Orchester von Jörg Iwer offenbarte Merkmale, die wir schon von anderen Werken des Dirigenten-Komponisten kennen: klare Form, aparter Klang. Dass ein klangliches Ereignis bevorstand bewies nicht nur das ungewöhnliche Instrumentarium des Solisten Reto Weber (…) Beachtlich war neben dem musikalisch-akustischen der optische Eindruck (…) Das Publikum war begeistert. (…).“ Peter Schinnerling; in: Südkurier, Konstanz, 5. Oktober 2000.